# 福建地理
福建位于中国东南部，位於北緯23°33′至28°20′、东经115°50′至120°40′之间，总面积为12.40万平方公里。

## 地理分区
歷史上的福建地理分區不是像如今分為「閩東、閩南、閩西、閩北」，而是分為「下四府」以及「上四府」。「下四府」分別為：福州府、興化府、泉州府、漳州府，而「上四府」分別為：建寧府、邵武府、延平府、汀州府。同時也是「八閩」名號的起源。
閩东指福建东部閩江中下游及東北部山區的廣大區域，臨台灣海峽和东海，行政上包括福州和宁德。其中閩中十邑通行閩語福州話，寧德的其他縣市多通行福安話。此外，中華民國政府統治的連江縣（馬祖列岛）亦屬於閩东。該地區自古是福建的政治及文化中心。
閩北指福建北部的閩江上游地區，武夷山脈北段的東南側、戴雲山脈西北側。行政上有中華人民共和國的南平地區以及三明的部份地區；東靠寧德市、西對江西省上饒市和鷹潭市、南挨三明市、北臨浙江省麗水市。文化上接近閩東，通行閩語閩北片。
閩中指莆田，以及三明的部分地區。三明市市區轄梅列、三元兩區，包括永安市、尤溪、大田、明溪、清流、寧化、沙縣、泰寧、將樂、建寧9縣。大田通行閩南方言，三明、永安、沙縣通行閩語閩中方言，寧化、清流通行閩西客家方言，泰寧、將樂、建寧、明溪通行閩贛方言，尤溪則通行閩東方言，而非閩南方言。莆田市包括仙遊縣和荔城區、城廂區、秀嶼區、涵江區。此外，中華民國政府統治的烏坵鄉亦屬於閩中。
閩南指福建南部九龍江、晉江流域的區域，臨台灣海峽，行政上有中華人民共和國的漳州、泉州、廈門三地，經濟較為發達，故又有閩南金三角之稱。此外，中華民國政府統治的金門縣亦屬於閩南。通行閩語閩南片的泉漳小片。西部毗鄰閩西地方，與客家地區過渡，亦有客家話分佈點，如：詔安縣秀篆、官陂、葛霞、太平、紅星等鄉鎮、雲霄縣、南靖縣、平和縣的部分地區。
閩西古代指福建最西端的州郡汀州，除龙岩城区和漳平外，其余各县均为客家住县，偶有山客，即畲族，系客家四州之一。

## 地形
福建位于中国东南部，地势西北高，东南低，境内山地丘陵面积约占全省土地总面积的90%， 所谓“八山一水一分田”。省内有闽西与闽中两大山带大体平行，闽西山带以武夷山脉为主，斜貫闽、赣两省，长约530千米，平均海拔1千米。最高峰黄岗山海拔2158米，位于武夷山市西北部，是中国东南地区最高峰。闽中山带从北至南分为鹫峰山脉、戴云山脉、博平岭。
福建海岸地貌格局以多海湾、多半岛的曲折海岸线为主体。闽江口由于山地逼近海岸，平原窄小；闽江口以南有较大的沿海平原，如福州平原、兴化平原、泉州平原、漳州平原。且广泛分布海蚀红土台地。闽东南沿海地带是省内耕地集中区，亦是福建省经济文化最为发达地区。
省内城市间往來在过去往往要经水路來达成。有闽江、晋江、九龙江下游冲积而成的四大平原：漳州平原、福州平原、泉州平原、兴化平原。

### 气候
福建气候区域差异较大，属亚热带季风湿润气候，区内水热条件和垂直分带较明显，气候复杂多样利于发展农业多种经营。年均气温在17-22℃，沿海全年高于10℃。冬季温暖，1月沿海平均气温8-13℃，山区6-8℃。夏季炎热，平均气温20-29℃，并多台风。无霜期内陆260-300天 ，闽东南沿海300-360天，可一年三熟，适宜甘蔗等喜高温作物和亚热带植物生长，其他地区可一年两熟，适宜种植水稻和茶树等。年降水量1400－2000毫米，从东南向西北递减。季节分配不均，有较明显雨季和干季；3-6月为雨季，占全年降水50-60%，7-9月是台风季，降水量较多，年际变化极大，容易发生水旱灾害；10月至次年2月为，降水较少。年日照时数为1700-2300小时。沿海及岛屿地区有效风能达2500-6500千瓦时/平方米。风能和台湾海峡油气资源有良好的开发利用前景。

### 土地资源
土地面积12.38万平方千米，现有农业耕地123.47万公顷，主要集中在沿海平原、沿河流域、山间谷地与低丘陵梯田等地。红壤、黄壤为全省主要土壤类型，砖红壤性土与砖红壤化红壤也有分布。
发现矿产123种，已探明储量的有45种，大、中、小型矿床413个。钨、铸型用砂、玻璃石英砂、叶蜡石、高岭土、萤石、明矾石、砖瓦粘土，化工石灰岩、木泥混合料、混凝土用砂，压电水晶、宝石、花岗石料14种矿产居全国前5位。
还有地热点100余处，尤其是福州市，地下温泉资源十分丰富。

## 水文

### 河流

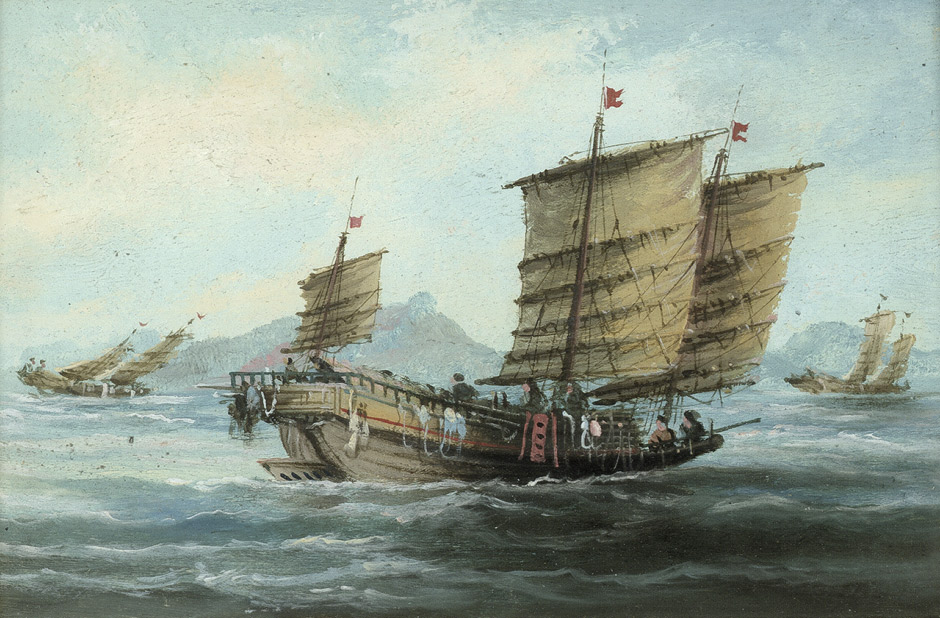
1850年九龙江口油畫

主要河流有闽江、晋江、九龙江、汀江。由于降水丰沛，全省河川年径流量达1168亿立方米（闽江水量超过黄河）。多数河流落差大且水流湍急，水力理论蕴藏量达1046万千瓦，可装机容量705.36万千瓦。沿海平均可利用的潮水面积约3000多平方千米，可供开发利用的潮汐能蕴藏量在1000万千瓦以上。

### 海洋
该省东南面对台湾海峡（东海和南海之间，平均宽180公里），海岸线曲折，虽然海岸线直线长度为535公里，但曲线长度却达3324公里，约占全国海岸线总长度的18.3%。曲折的海岸线也形成了众多的海湾，如福宁湾、三沙湾、罗源湾、湄洲湾、东山湾等，而重要的海港有福州港、厦门港、泉州港等。沿海的岛屿共1404个，总面积约为1200多平方公里。

## 生物

### 植物
福建的森林覆盖率为63.1%，居全国首位。林地面积617.9万公顷，全国六大林区之一。有的已辟为自然保护区，如三明莘口格氏栲保护区、建瓯万木林保护区及福建武夷山國家級自然保護區等，福建林区可分为中西部亚热带常绿阔叶林区和东部亚热带季风雨林区。
全省植物种类达5000种以上，其中用材树种400余种。主要树种有榕树、松树、杉树、樟树、楠树、桉树、红树、毛竹等。草山、草场主要有禾本科的鹅冠草、狗牙草；豆科的胡枝子、鸡眼草；莎草科的荆三棱、珍珠莎等以及芦苇、干菁等。真菌种类有400余种，食用菌和药用菌有银耳、黑木耳、蘑菇、茯苓、天麻密环菌等。

### 动物
- 野生动物有数千种，各种昆虫5000种以上。列为国家级保护的珍稀动物有华南虎、猕猴、大灵猫、小灵猫、髭蟾（角怪）等以及具有科研价值的文昌鱼。
- 25个列入省级畜禽遗传资源保护名录动物[2]，7个列入国家级畜禽遗传资源保护名录动物[3]。
  - 白绒乌骨鸡（省级畜禽遗传资源保护名录）
  - 德化黑鸡（省级畜禽遗传资源保护名录）
  - 闽南火鸡（省级畜禽遗传资源保护名录）
  - 金定鸭（国家级畜禽遗传资源保护名录、省级畜禽遗传资源保护名录）
  - 莆田黑鸭（国家级畜禽遗传资源保护名录、省级畜禽遗传资源保护名录）
  - 莆田黑猪（国家级畜禽遗传资源保护名录）
  - 番鸭（省级畜禽遗传资源保护名录）
  - 戴云山羊（省级畜禽遗传资源保护名录）
  - 闽南黄牛（省级畜禽遗传资源保护名录）
  - 晋江马（国家级畜禽遗传资源保护名录、省级畜禽遗传资源保护名录）
  - 福建兔（省级畜禽遗传资源保护名录）
  - 漳州斗鸡（国家级畜禽遗传资源保护名录）
  - 连城白鸭（国家级畜禽遗传资源保护名录）
  - 福建黄兔（国家级畜禽遗传资源保护名录）

## 特产

### 海产品
- 全省近海渔场面积13.6万平方千米，适宜海水养殖的浅海滩涂20多万公顷。
- 大小港湾125个，较大港湾22个，可供建设5—10万吨泊位的深水港6个。

### 水果
- 水果中以龙眼、荔枝、香蕉、凤梨、柑橘、枇杷，文旦等最为著名。

### 土特產
- 茶葉：福州茉莉花茶、武夷岩茶、安溪鐵觀音（烏龍茶）、政和工夫红茶
- 有筍乾、香菇、銀耳、蘑菇、蘆筍、蓮子、藥材等經濟價值較高的土特產。
- 福州菜為閩菜的代表，享譽盛名的菜餚包括有佛跳牆、荔枝肉、魚丸、馬蹄糕、鼎邊糊、蠣餅、光餅等。
- 漳州被稱為花果之鄉，土特產有水仙花、八寶印泥、片仔癀等。
- 手制线麵（本地人或称“索麵”），面细如丝，色纯白，略带咸味，常制为缕，一缕即只为一根线麵，故又称“长寿麵”，不少当地人仍保留着生日吃线麵煮韭菜的传统，取意“长长久久”。线麵被移民傳播至台灣，而有台灣小吃蚵仔麵線、豬腳麵線。
- 牛肉羹；
- 土笋冻；
- 闽西八大乾，汀州府境内各县的八种著名干菜，每县一种，均为客家人祖辈相传。